# ワルテル・モントーヤ
ワルテル・イバン・アレクシス・モントーヤ（Walter Iván Alexis Montoya, 1993年7月21日 - ）は、アルゼンチン・チャコ州マチャガイ出身のサッカー選手。クルス・アスル所属。ポジションはMF、FW（右サイドハーフ、右ウィング)。

## 経歴

### ロサリオ・セントラル
2010年にプリメーラ・ディビシオンに所属しているCAロサリオ・セントラルの下部組織に入った。2014年9月4日のコパ・スダメリカーナ、CAボカ・ジュニオルス戦でトップチームデビューを果たした。

### セビージャ
2017年1月27日に、ラ・リーガのセビージャFCと4年半契約を結んだ。当初は外国人枠の関係で2017-18シーズンからの加入の予定であったが、清武弘嗣が放出されたことで、冬に移籍することができた。

### クルス・アスル
2017年12月27日、クルス・アスルに移籍した。ペドロ・カイシーニャ監督との対立の末、2019年1月6日にブラジル・セリエAのグレミオFBPAへシーズンローンで加入。ハミーロの後釜としてマリーニョやアリソンらとポジションを争ったが出場機会に恵まれず、7月3日にクルス・アスルへ復帰する。同月11日にはラシン・クラブへ1年半のローンとなり母国へ復帰。クラブの財政的な理由により買い取りオプションは行使されず、2020年末を以て退団となった。

## タイトル
クルス・アスル
- リーガMX : Guard1anes 2021
- コパMX : アペルトゥーラ2018